# Гимнокалициум месопотамский
Гимнокалициум месопотамский (лат. Gymnocalycium mesopotamicum) — кактус из рода Гимнокалициум. Название вида происходит от области его распространения — Аргентинской Месопотамии.

## Описание
Стебель плоскошаровидный, тёмно-зелёный, 1,2 до 2,3 см высотой и до 4 см в диаметре. Рёбер от 7 до 9, они широкие и притупленные, имеют поперечные борозды.
Радиальных колючек 9-12, они красновато-коричневые, со временем становятся серовато-белыми.
Цветки белые, 6-7 см длиной и до 6,5 см в диаметре. Плоды булавовидные, бледно-зелёные, 2-3 см длиной и до 8 см в диаметре.

## Распространение
Распространён в аргентинской провинции Корринтес. Вид впервые описан в 1980 году ботаником Роберто Кислингом.